# Biserica unitariană din Turda-Veche
Biserica Unitariană din Turda (în maghiară A Tordai unitárius templom) este un monument istoric și de arhitectură situat în municipiul Turda. Adresa: str. Dacia nr.3.

## Istoric
Imobilele din str.Dacia nr.1 (fostul Gimnaziu Unitarian) și nr.3 (Biserica Unitariană) au format în trecut un complex armonios de arhitectură. Pe acest loc a fost construită inițial, în anul 1589, Școala Unitariană, în epoca nașterii Unitarianismului. Unitarienii au preluat în anul 1568 Biserica Romano-Catolică din Piața Republicii nr.54 pe care în anul 1721 au fost nevoiți să o retrocedeze cultului romano-catolic. După anul 1721 unitarienii din Turda a folosit provizoriu ca lăcaș de cult o aripă a Școlii Unitariene din str.Dacia 1, până în anul 1784, când a început construirea Bisericii Unitariene actuale (1784-1797), paralel cu reconstruirea Școlii Unitariene, respectiv a Gimnaziului Unitarian. 
Biserica a fost construită de către maestrul zidar Janos Sandor din Moldovenești (Varfalău) jud. Cluj. Interiorul bisericii a fost finisat în anul 1797. Biserica a fost construită pe terenul ce aparținea unei vechi Școli Unitariene. O parte din clădirea școlii a fost demolată în anul 1801, spre a face loc turnului bisericii, ridicat între anii 1801-1809. 
Pe peretele de la intrarea in clădirea anexă bisericii (acolo unde în trecut funcționase Gimnaziul Unitarian) există o placă patratică cu inscripția latină: MUSIS ET VIRTUTIBUS SACRUM MDCCCLXV (Muzelor și virtuților sacre 1865).
Biserica a fost reparată în anii 1828, 1890, 1903 și 1946. Într-o proporție mai mare a fost renovată în anul 1903, după planul arhitectului Lajos Pakey. 
Consilerul local turdean Iosif Pataki a reușit în anii 80-90 ai secolului al XX-lea să impresioneze prin sculpturile sale în lemn. Cea mai importantă realizare a sa a fost împodobirea interiorului și curții Bisericii Unitariene din Turda cu obiecte din lemn, sculptate cu o mare finețe. Din 1984, de când a început împodobirea bisericii, Iosif Pataki a realizat peste 60 de lucrări în lemn, de la candelabre, până la lambriuri și mese artizanale. Una dintre cele mai importante realizări ale sale este cupola amvonului, care are inscripționată pe frontispiciu credo-ul unitarienilor: Egy az Isten - Unul este Dumnezeu - Unus est Deus – God is One.

## Galerie de imagini

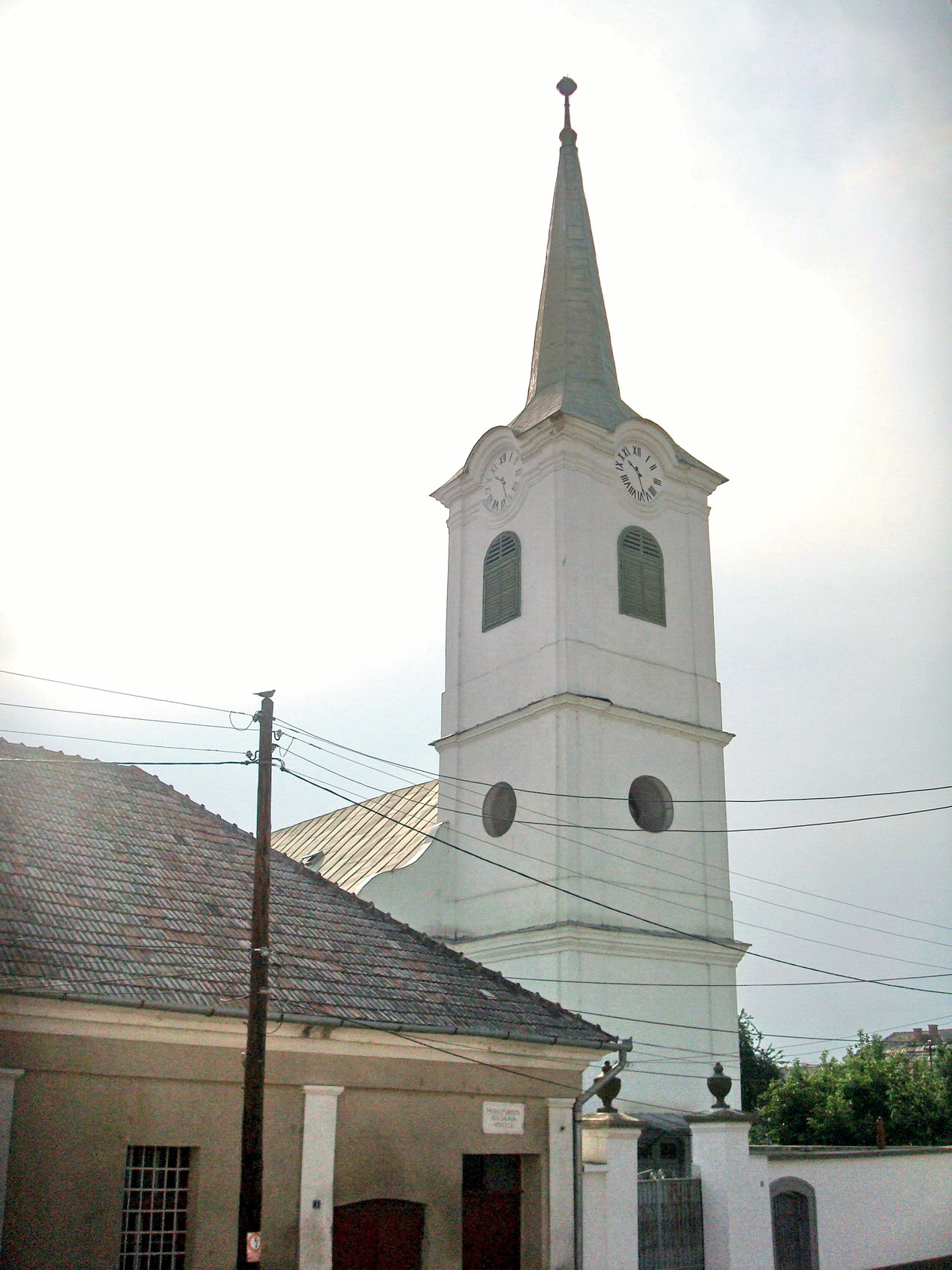
Biserica Unitariană
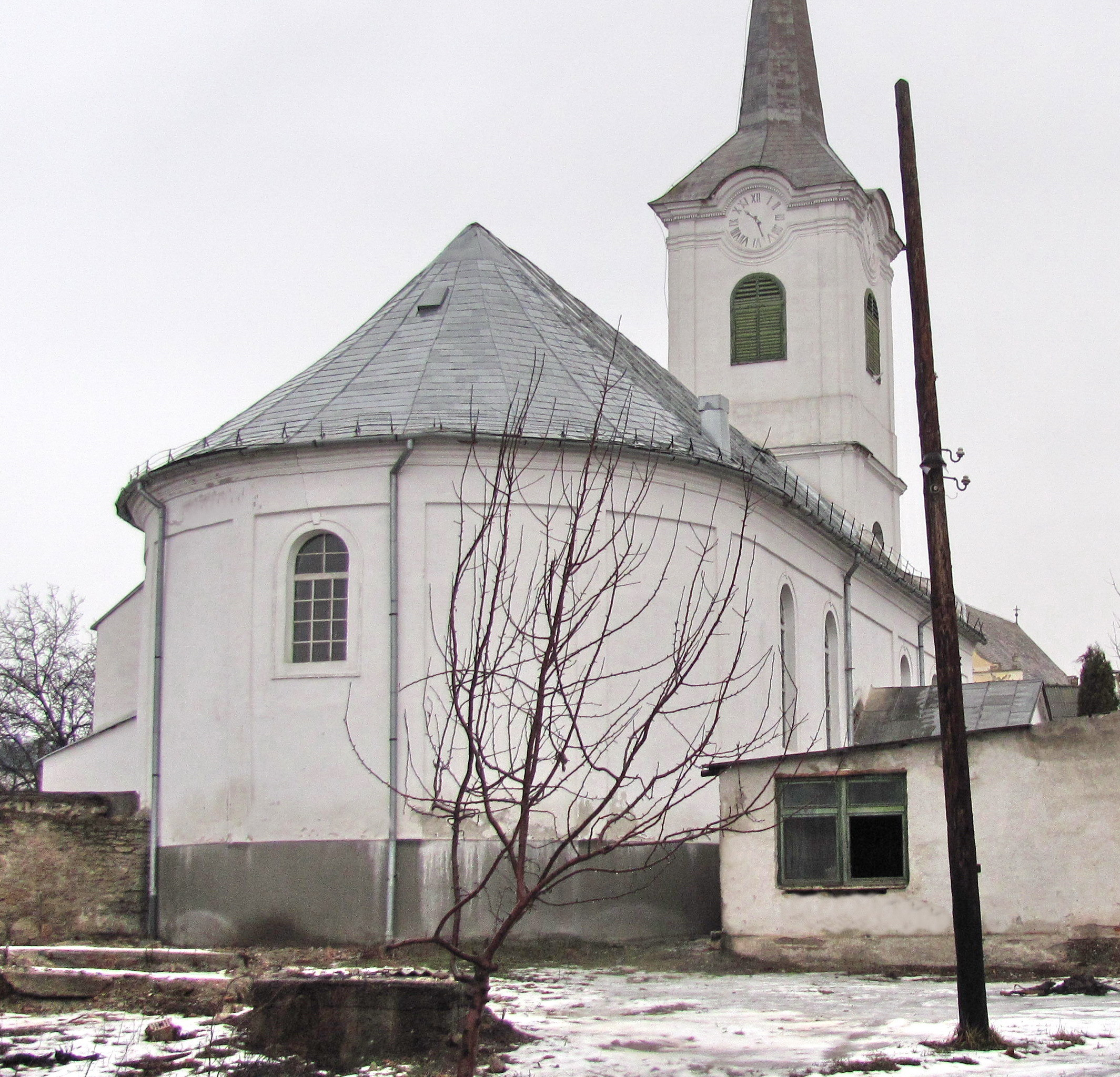
Biserica Unitariană (vedere din spate)
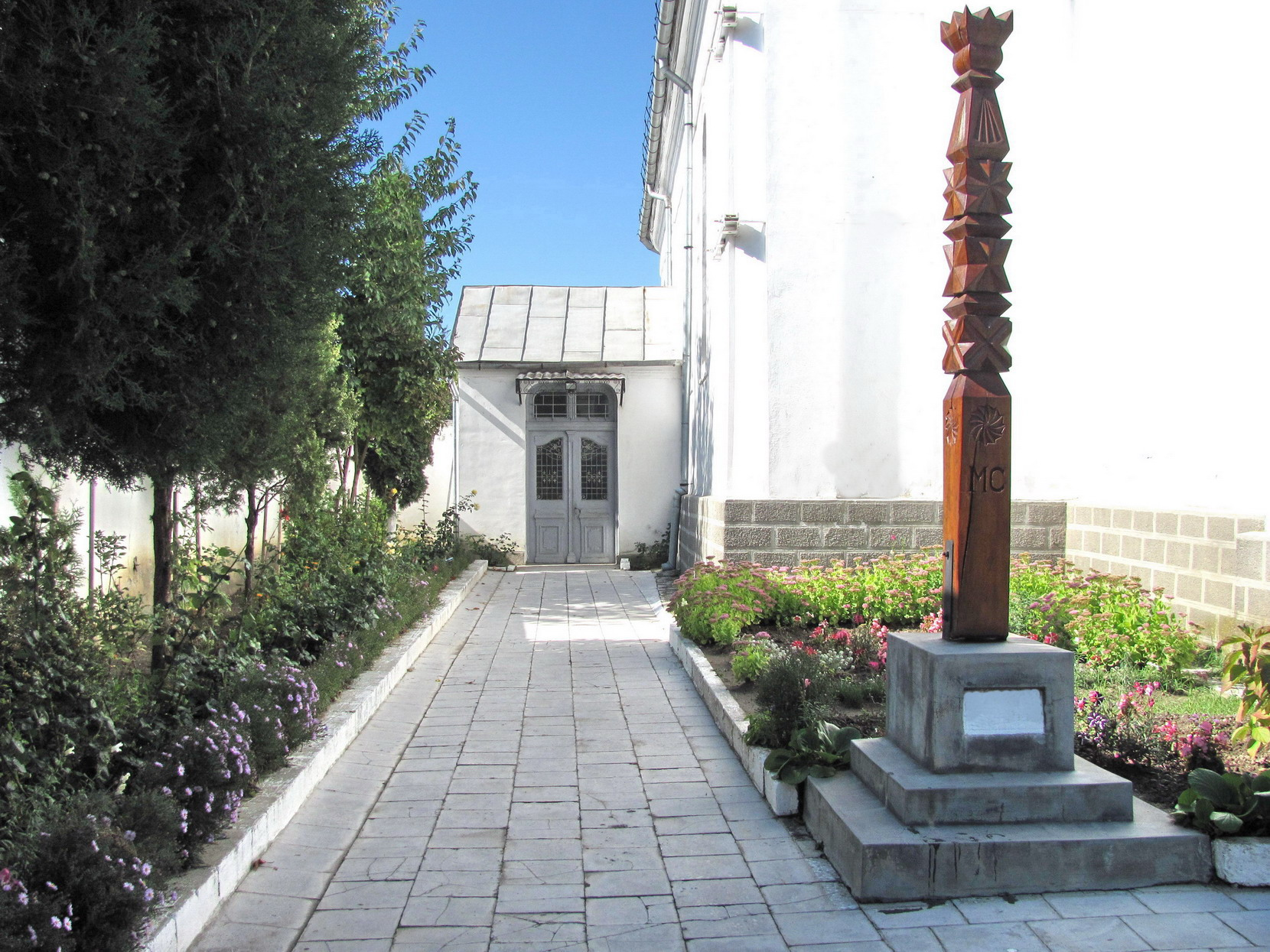
Sculptură de lemn în curte
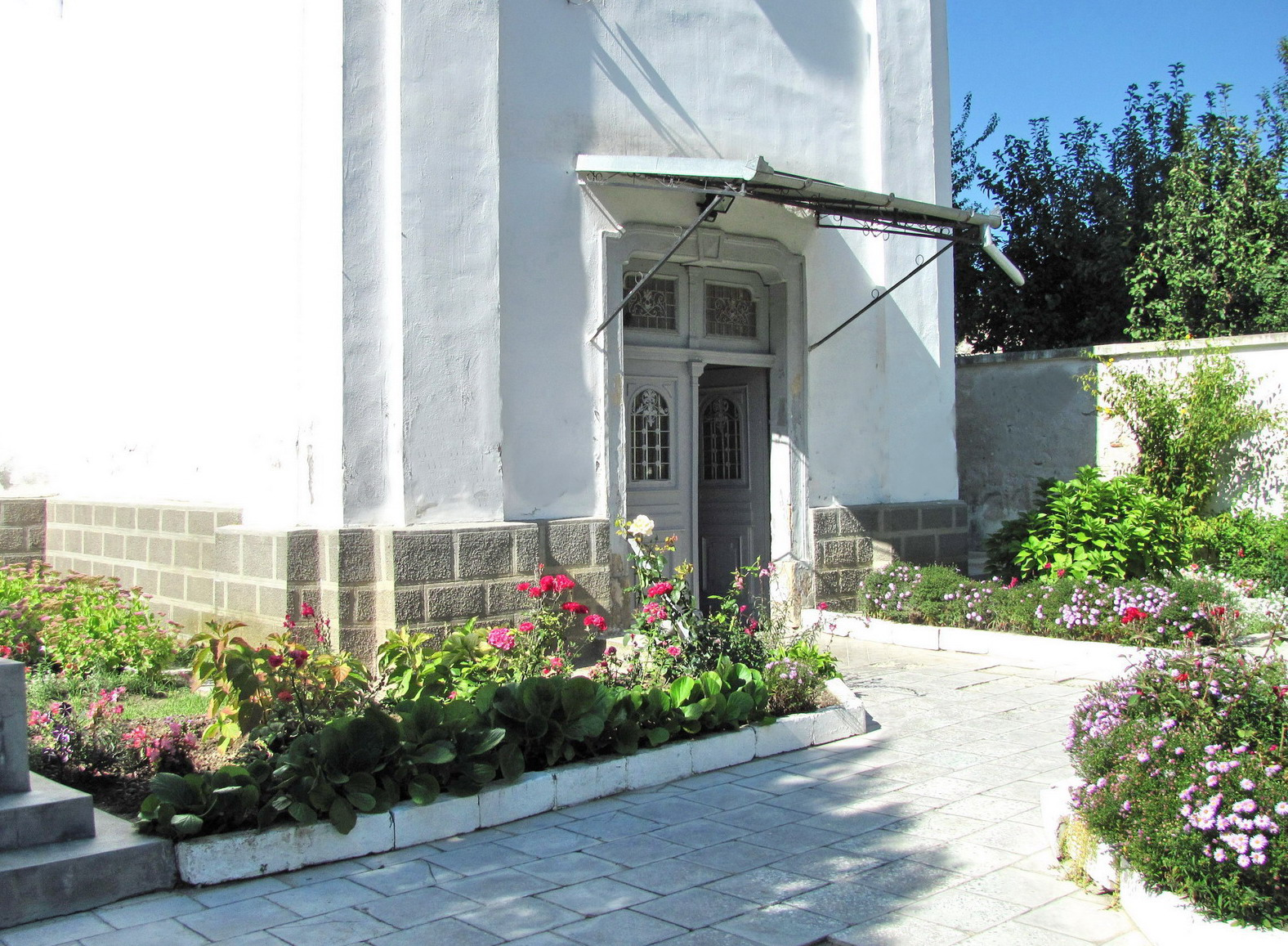
Intrarea din curte în biserică
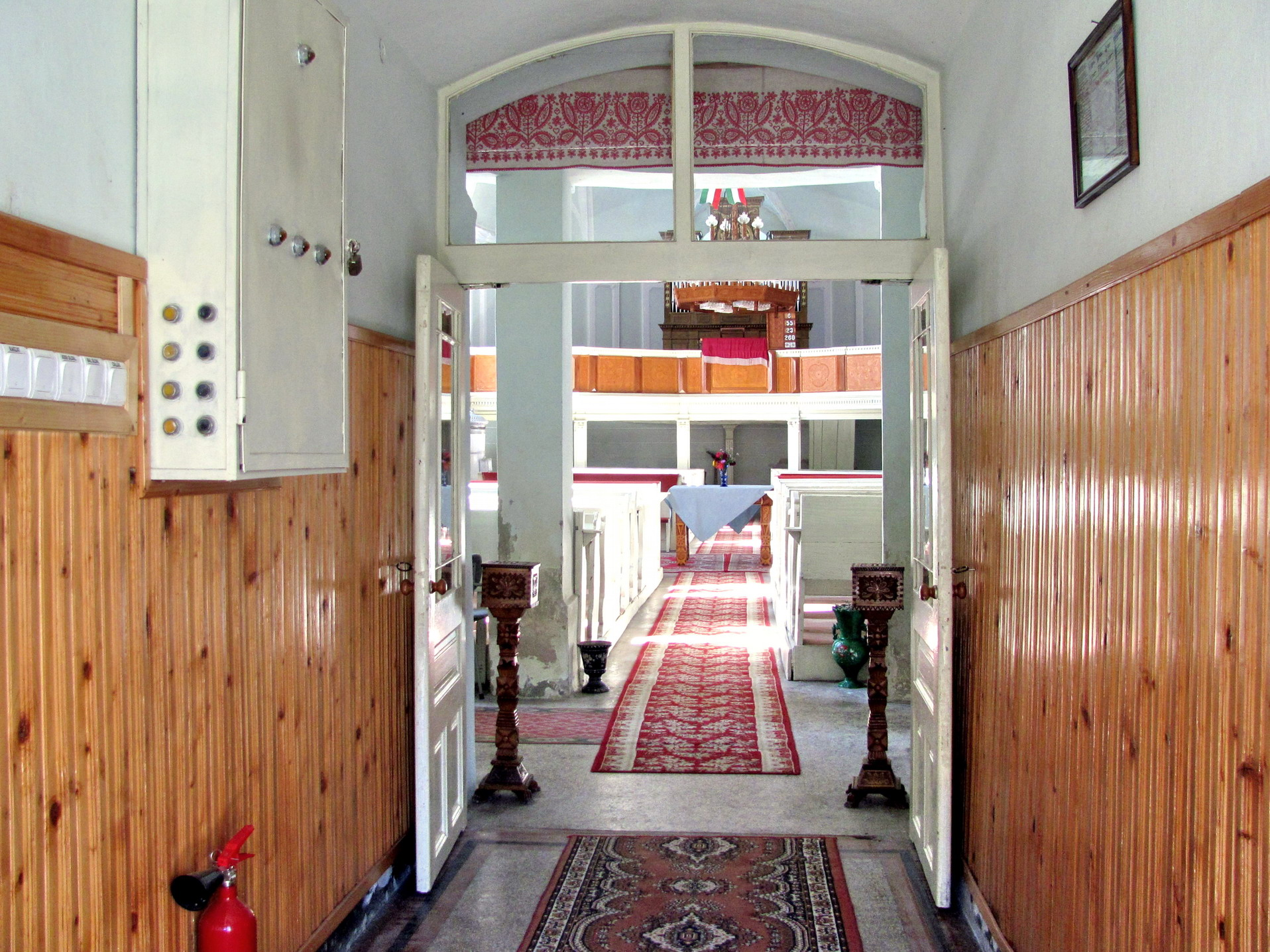
Biserica Unitariană (intrarea)
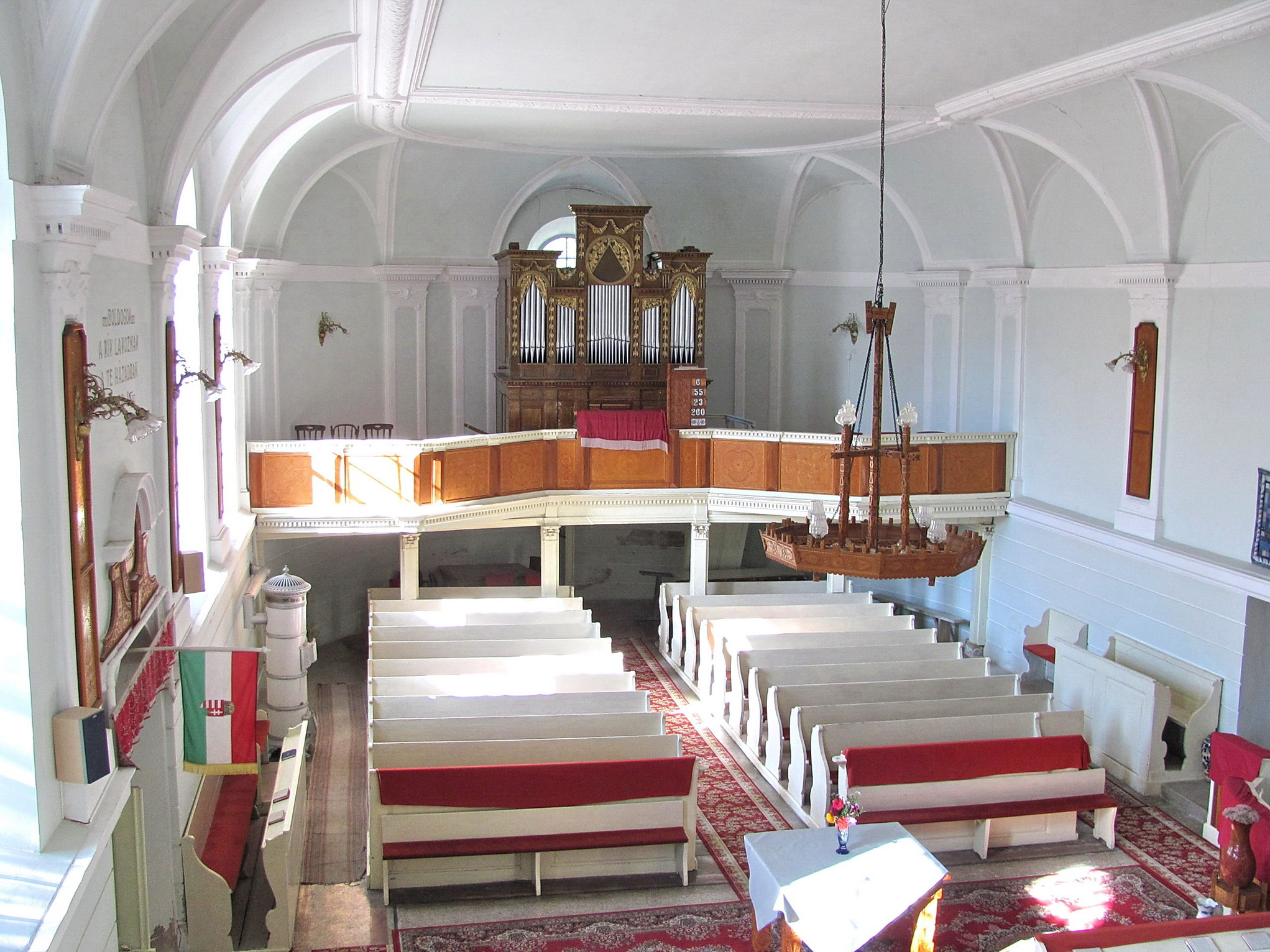
Biserica Unitariană (interior)
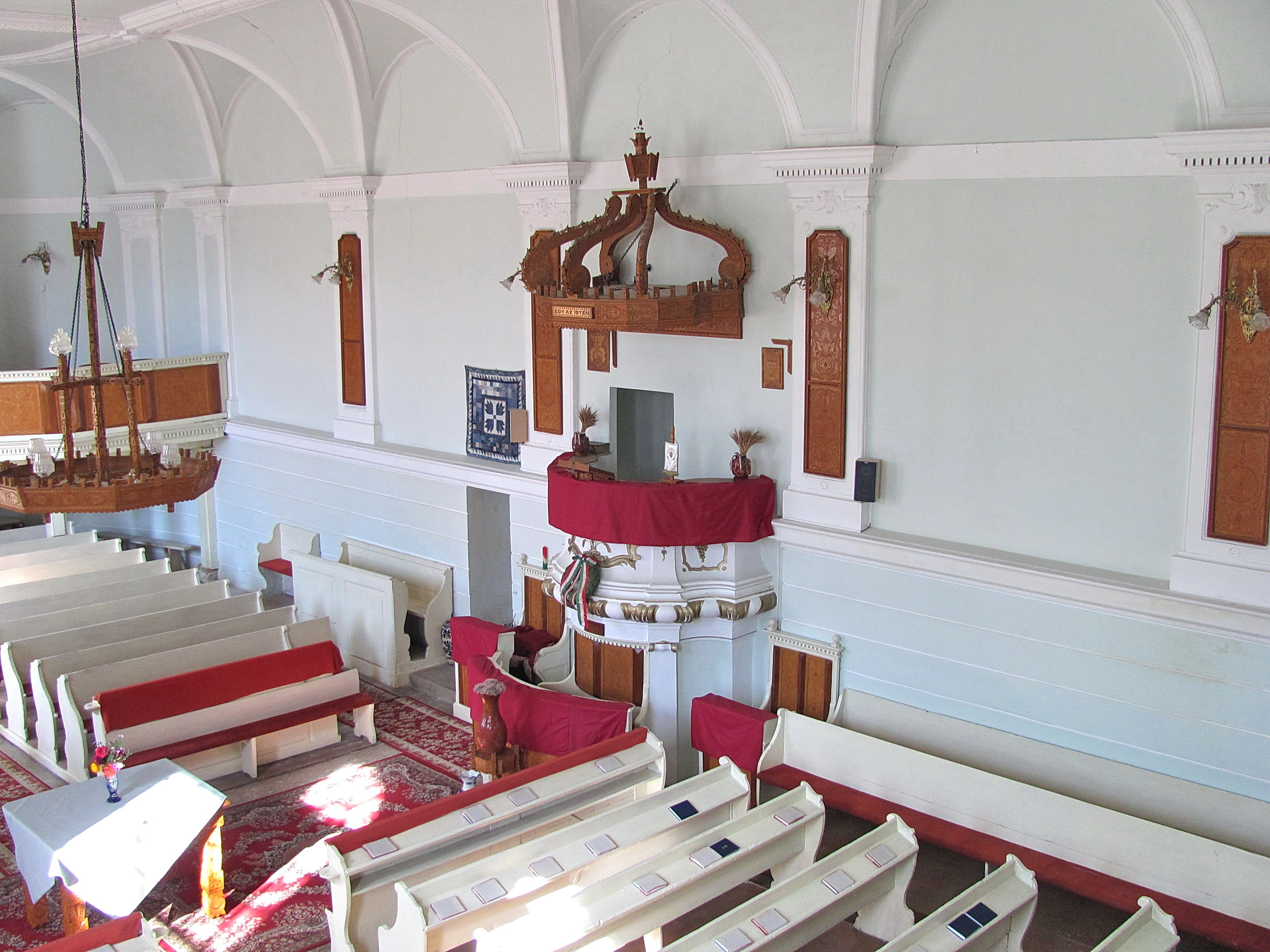
Biserica Unitariană (interior)
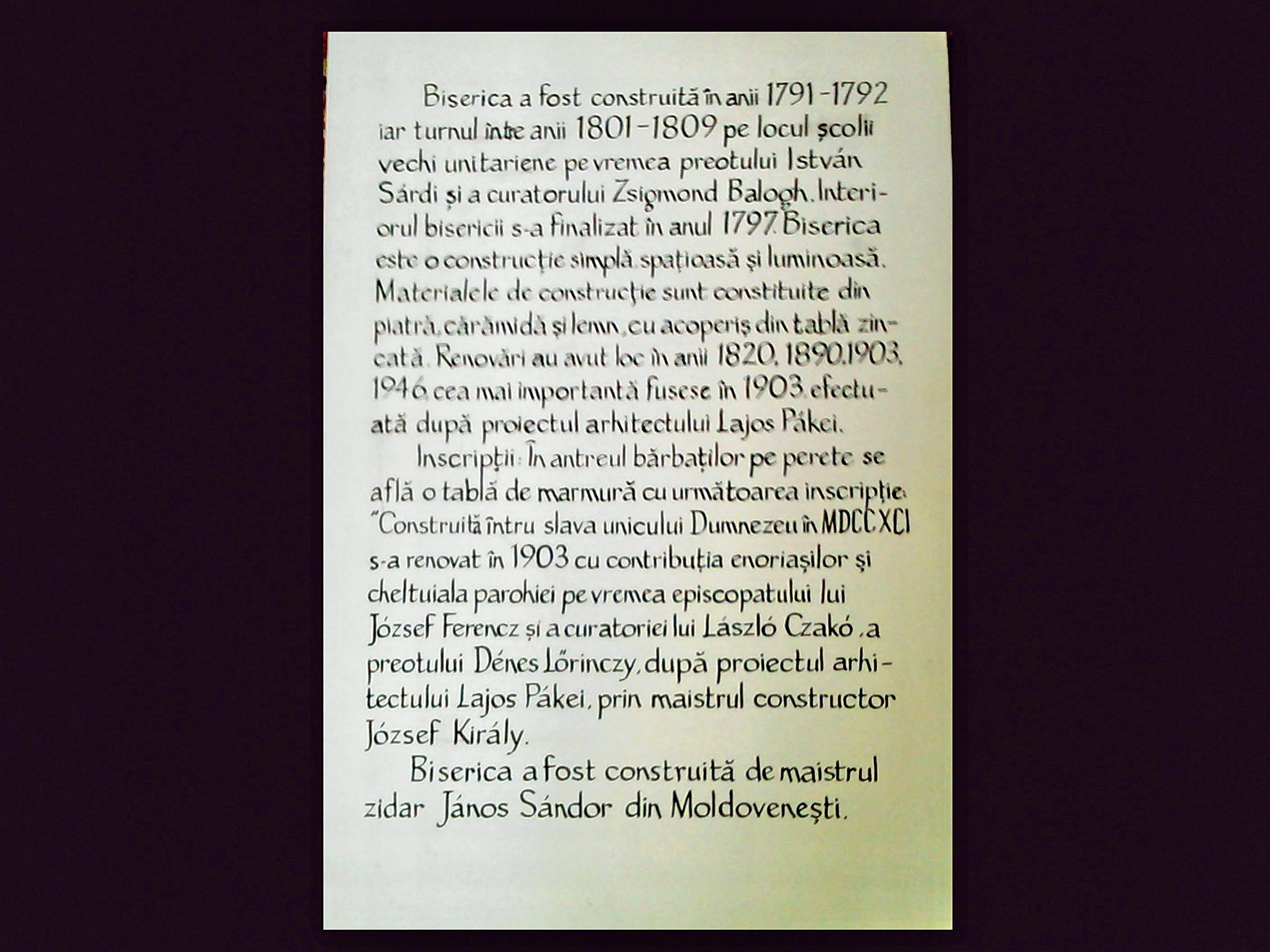
Istoricul Bisericii Unitariene
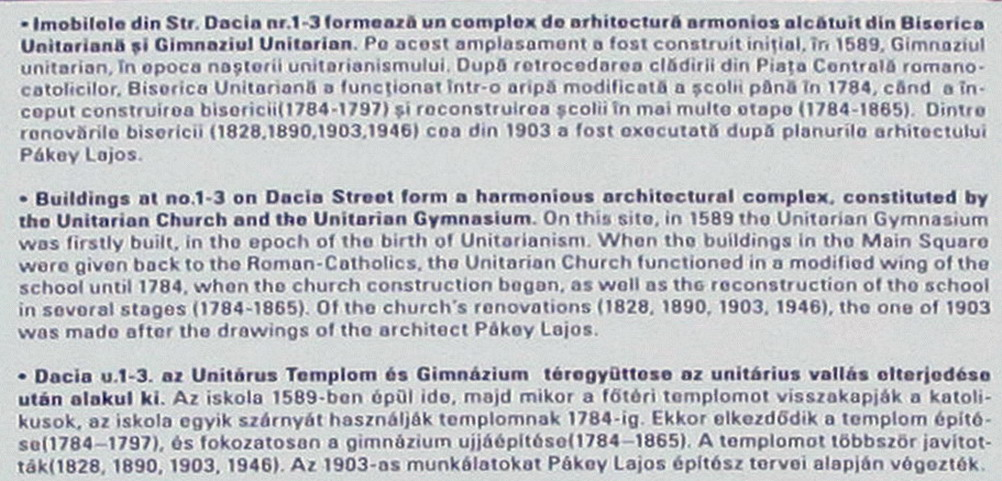
Placă informativă
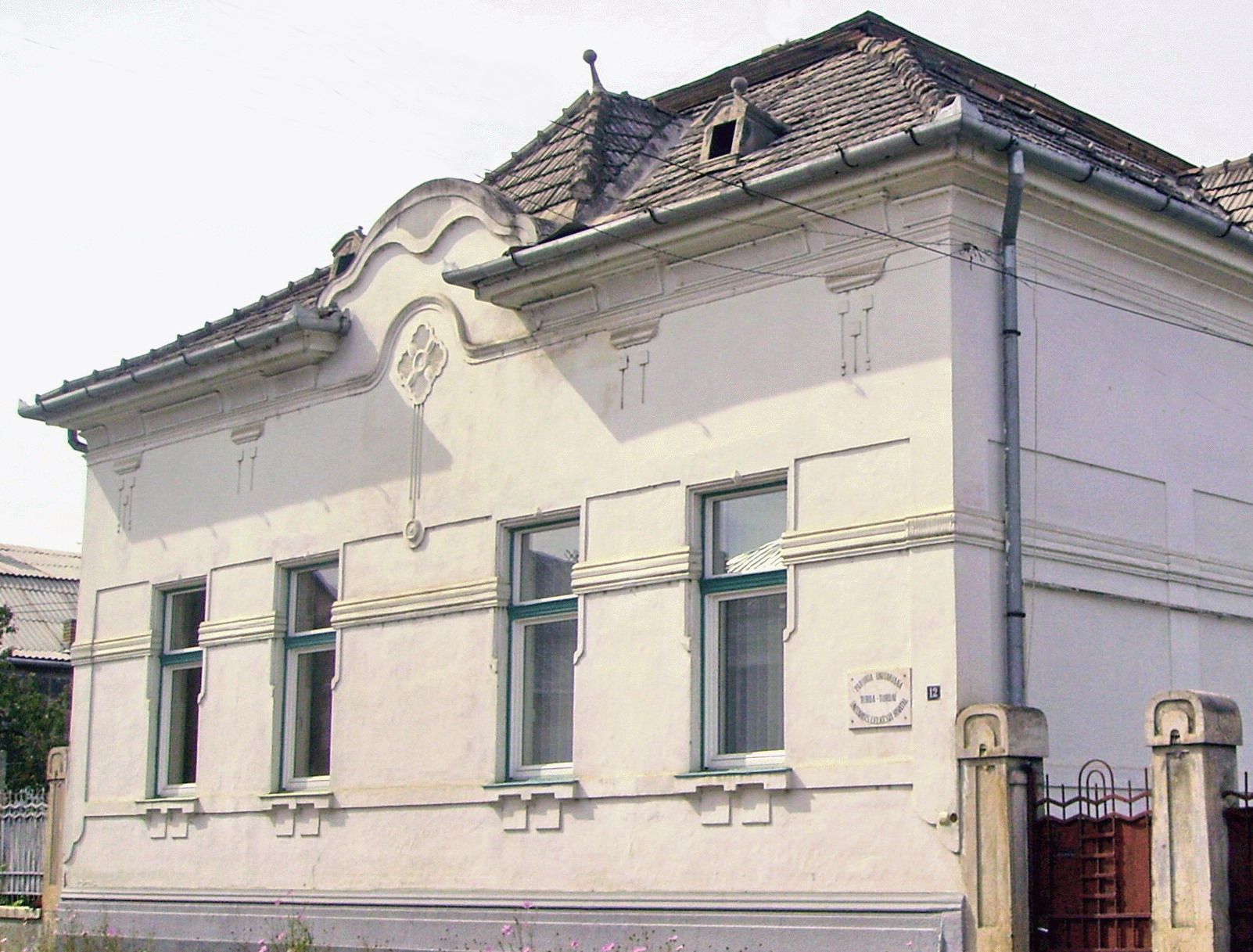
Parohia Bisericii Unitariene (str.G.Coşbuc nr.12)
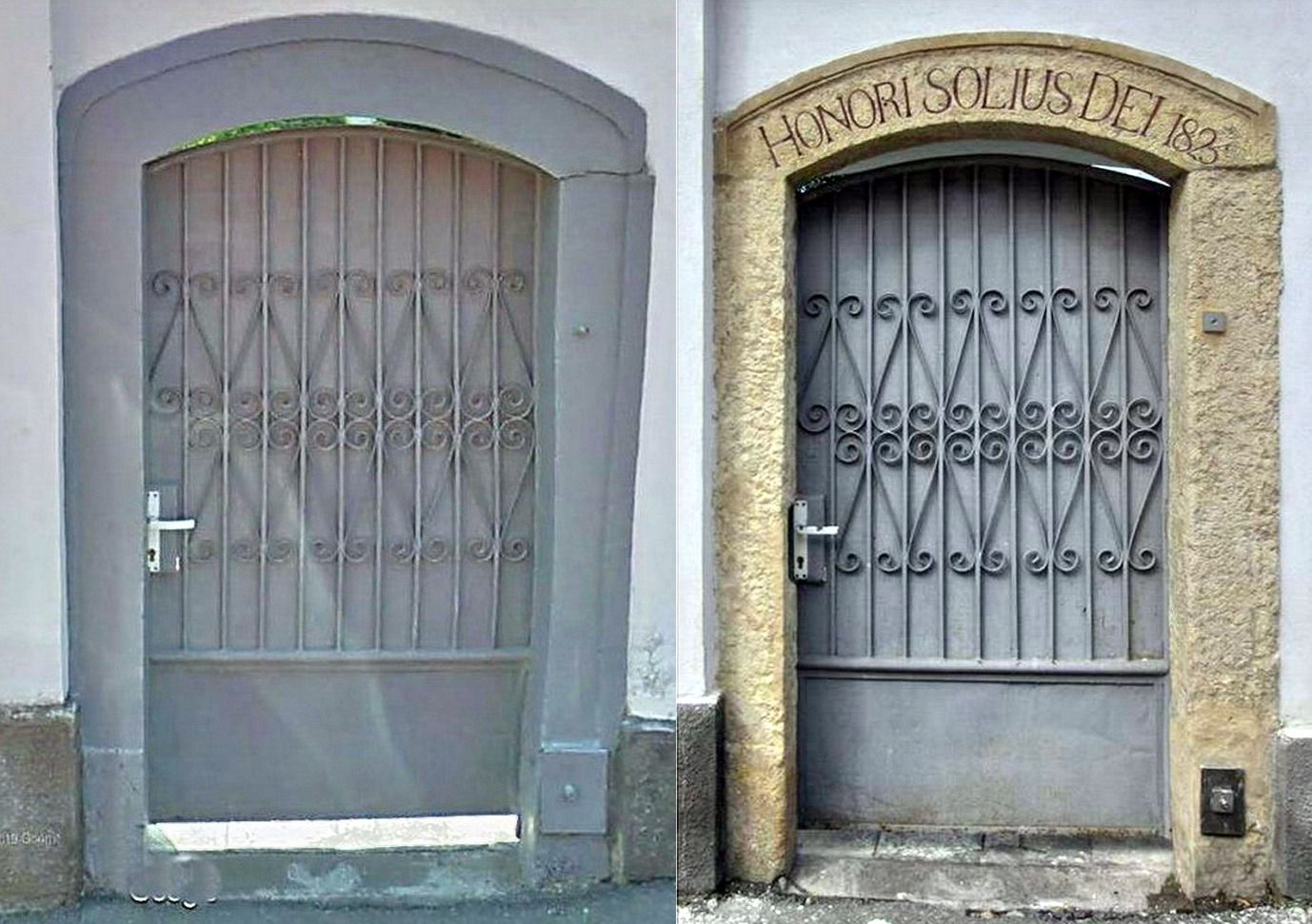
Poarta veche şi cea renovată (2018) a Bisericii Unitariene din Turda cu inscripţia “HONORI SOLIUS DEI 1825” (“Onorăm unicul Dumnezeu 1825”).